# Jim Rathmann
Royal Richard „Jim“ Rathmann (* 16. Juli 1928 in Valparaiso, Indiana; † 23. November 2011 in Melbourne, Florida) war ein US-amerikanischer Rennfahrer.

## Leben

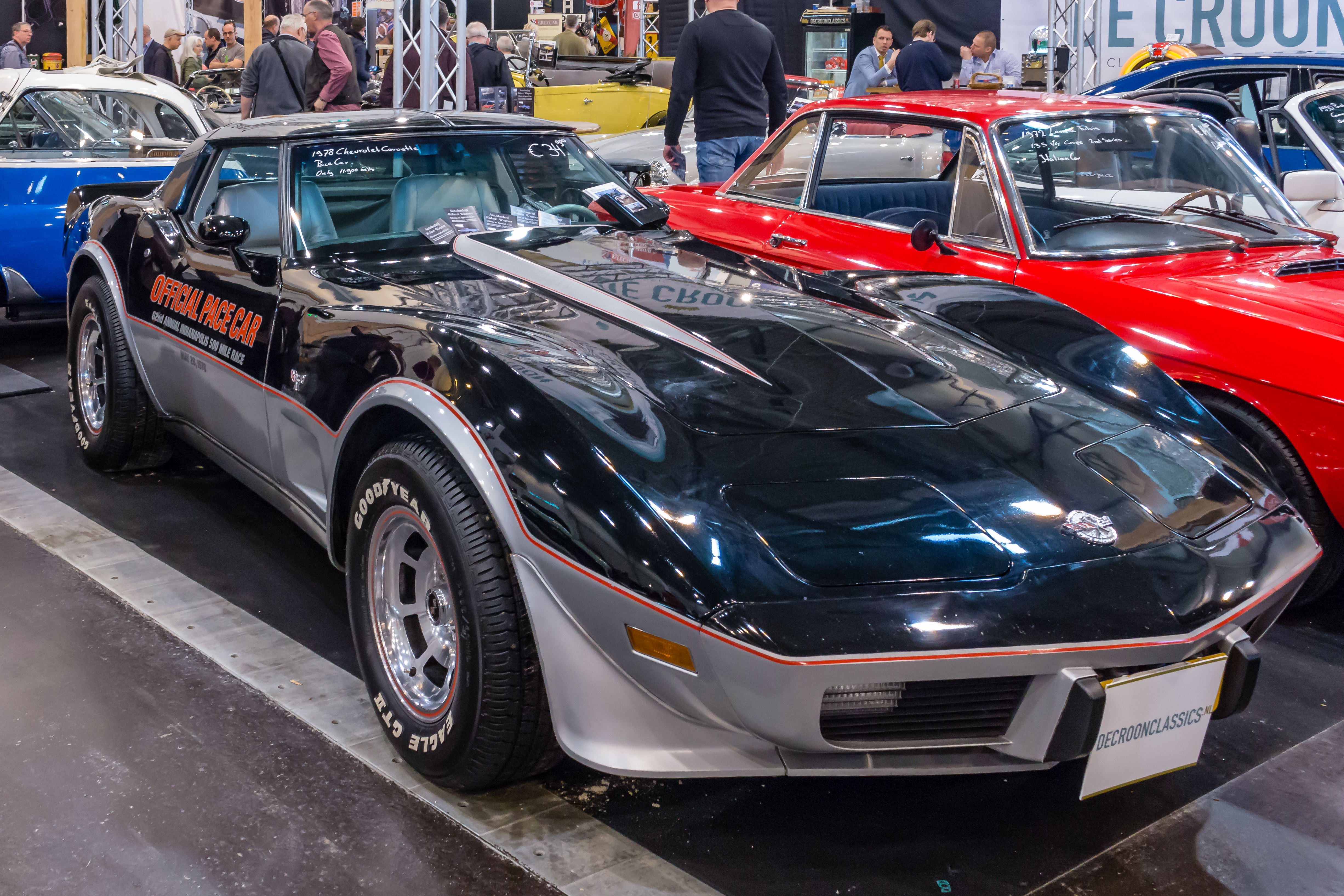
Von Ratherman pilotiertes Pace Car der 1978er Indy 500

Um vor seinem 21. Geburtstag Autorennen bestreiten zu dürfen, was damals verboten war, präsentierte Richard Rathmann die Geburtsurkunde seines älteren Bruders James „Jim“ Rathmann. Als sein Bruder später ebenfalls Rennfahrer wurde, trat dieser unter dem Namen Dick Rathmann an. Unter diesen – eigentlichen vertauschten – Namen sind die Brüder bis heute bekannt.
Richard Rathmann, der erfolgreichere der beiden, begann seine Karriere als Jim Rathmann mit Tourenwagenrennen, bevor er 1949 erstmals bei den Indianapolis 500 startete und zu einem der erfolgreichsten Champ-Car-Fahrer der 1950er wurde. 14 Mal trat er in Indianapolis an und bestritt zahlreiche weitere Rennen der Champ-Car-Serie. Dreimal beendete er die 500 Meilen von Indianapolis als Zweiter (1952, 1957 und 1959) und galt bereits als ewiger Zweiter, bevor er seine Karriere mit einem Erfolg bei diesem Rennen 1960 krönen konnte. Da damals die Indy 500 Teil der Formel-1-Weltmeisterschaft waren, taucht sein Name auch in den Siegerlisten dieser Motorsportklasse auf.
Außerhalb Amerikas sah man Jim Rathmann nur ein einziges Mal, beim „Rennen der zwei Welten“ in Monza 1958, einem Vergleichsrennen zwischen den amerikanischen Champ Cars und den europäischen Formel-1-Boliden. Rathmann gewann dieses Rennen.
1956 fuhr Rathmann beim ersten Offshore-Rennen von Miami nach Nassau mit. Er brach sich jedoch wenige Minuten nach dem Start ein Bein und fuhr nie wieder Bootsrennen.
Nach den Indy 500 1963, die er als Neunter beendete, zog er sich vom Rennsport zurück und eröffnete ein Cadillac- und Chevrolet-Autogeschäft in Florida, das er bis zu seinem Tod betrieb.

## Statistik

### Grand-Prix-Siege
- 1960  Indianapolis 500 (Indianapolis)

### Indy-500-Ergebnisse
| Jahr | Startnr. | Start | Qual (km/h) | Ergebnis | Runden | Führung | Ausfall                                 |
| ---- | -------- | ----- | ----------- | -------- | ------ | ------- | --------------------------------------- |
| 1949 | 63       | DNQ   |             |          |        |         |                                         |
| 1949 | 68       | 21    | 203,580     | 11       | 175    |         |                                         |
| 1950 | 76       | 28    | 209,116     | 24       | 122    |         |                                         |
| 1952 | 59       | 10    | 219,398     | 2        | 200    |         |                                         |
| 1953 | 6        | DNQ   |             |          |        |         |                                         |
| 1953 | 2        | 25    | 218,304     | 72       | 112    | 1       | Übergabe an Johnson                     |
| 1953 | 49       |       |             | 152      | 36     | 0       | fuhr Hollands Wagen; Rd. 142-177; Motor |
| 1954 | 59       | DNQ   |             |          |        |         |                                         |
| 1954 | 38       | 28    | 222,424     | 282      | 95     |         | Übergabe an Flaherty                    |
| 1954 | 1        |       |             | 203      | 43     |         | fuhr Hanks’ Wagen; Rd. 149-191; Unfall  |
| 1955 | 33       | 20    | 223,196     | 14       | 191    | 0       |                                         |
| 1956 | 24       | 2     | 233,527     | 20       | 175    | 3       | Ölverlust                               |
| 1957 | 26       | 32    | 224,966     | 2        | 200    | 24      |                                         |
| 1958 | 2        | 20    | 230,341     | 5        | 200    | 0       |                                         |
| 1959 | 16       | 3     | 232,417     | 2        | 200    | 19      |                                         |
| 1960 | 4        | 2     | 235,539     | 1        | 200    | 100     |                                         |
| 1961 | 4        | 11    | 233,994     | 30       | 48     | 6       | Magnetzündung                           |
| 1962 | 10       | DNQ   |             |          |        |         |                                         |
| 1962 | 44       | 23    | 235,925     | 9        | 200    | 0       |                                         |
| 1963 | 16       | 29    | 237,888     | 24       | 99     | 0       | Magnetzündung                           |

| Legende  | Legende            | Legende                                                          |
| Farbe    | Abkürzung          | Bedeutung                                                        |
| -------- | ------------------ | ---------------------------------------------------------------- |
| Gold     | –                  | Sieg                                                             |
| Silber   | –                  | 2. Platz                                                         |
| Bronze   | –                  | 3. Platz                                                         |
| Grün     | –                  | Platzierung in den Punkten                                       |
| Blau     | –                  | Klassifiziert außerhalb der Punkteränge                          |
| Violett  | DNF                | Rennen nicht beendet (did not finish)                            |
| Violett  | NC                 | nicht klassifiziert (not classified)                             |
| Rot      | DNQ                | nicht qualifiziert (did not qualify)                             |
| Rot      | DNPQ               | in Vorqualifikation gescheitert (did not pre-qualify)            |
| Schwarz  | DSQ                | disqualifiziert (disqualified)                                   |
| Weiß     | DNS                | nicht am Start (did not start)                                   |
| Weiß     | WD                 | zurückgezogen (withdrawn)                                        |
| Hellblau | PO                 | nur am Training teilgenommen (practiced only)                    |
| Hellblau | TD                 | Freitags-Testfahrer (test driver)                                |
| ohne     | DNP                | nicht am Training teilgenommen (did not practice)                |
| ohne     | INJ                | verletzt oder krank (injured)                                    |
| ohne     | EX                 | ausgeschlossen (excluded)                                        |
| ohne     | DNA                | nicht erschienen (did not arrive)                                |
| ohne     | C                  | Rennen abgesagt (cancelled)                                      |
| ohne     | keine WM-Teilnahme |                                                                  |
| sonstige | P/fett             | Pole-Position                                                    |
| sonstige | 1/2/3/4/5/6/7/8    | Punktplatzierung im Sprint-/Qualifikationsrennen                 |
| sonstige | SR/kursiv          | Schnellste Rennrunde                                             |
| sonstige | *                  | nicht im Ziel, aufgrund der zurückgelegten Distanz aber gewertet |
| sonstige | ()                 | Streichresultate                                                 |
| sonstige | unterstrichen      | Führender in der Gesamtwertung                                   |

### Sebring-Ergebnisse
| Jahr | Team        | Fahrzeug           | Teamkollege | Platzierung             | Ausfallgrund |
| ---- | ----------- | ------------------ | ----------- | ----------------------- | ------------ |
| 1955 | Jack Ensley | Kurtis Kraft 500   | Jack Ensley | Ausfall                 | Motorschaden |
| 1958 | Dick Doane  | Chevrolet Corvette | Dick Doane  | Rang 12 und Klassensieg |              |

### Einzelergebnisse in der Sportwagen-Weltmeisterschaft
| Saison | Team          | Rennwagen          | 1   | 2   | 3   | 4   | 5   | 6   | 7   |
| ------ | ------------- | ------------------ | --- | --- | --- | --- | --- | --- | --- |
| 1953   | Richard Doane | Oldsmobile 88      | SEB | MIM | LEM | SPA | NÜR | RTT | CAP |
| 1953   | Richard Doane | Oldsmobile 88      |     |     |     | DNF |     |     |     |
| 1955   | Jack Ensley   | Kurtis Kraft 500   | BUA | SEB | MIM | LEM | RTT | TAR |     |
| 1955   | Jack Ensley   | Kurtis Kraft 500   | DNF |     |     |     |     |     |     |
| 1958   | Dick Doane    | Chevrolet Corvette | BUA | SEB | TAR | NÜR | LEM | RTT |     |
| 1958   | Dick Doane    | Chevrolet Corvette | 12  |     |     |     |     |     |     |